# Гостиев, Андрей Батмурзович
Андрей Батмурзович Гостиев (1890 год, село Христиановское (сегодня — Дигора), Кавказский край, Российская империя — февраль 1919 года) — осетинский общественный деятель, один из основателей и руководителей революционно-демократической национальной партии «Кермен».

## Биография
Родился в 1890 году в селе Христиановское. Закончил духовную семинарию. В 1914 году после начала Первой мировой войны был призван на военную службу. В 1917 году вернулся на родину, где в Дигоре вместе с другими осетинскими революционными деятелями основал партию «Кермен».
В 1917 года был избран членом Владикавказского Совета рабочих и солдатских депутатов и Терского Народного совета.
После занятия Осетии белогвардейцами скрывался в горах Ингушетии, где был убит меньшевиками в феврале 1919 года.

## Память
- Именем Андрея Батмурзовича Гостиева названа улица во Владикавказе (решение горсовета № 105, 1042 от 15 ноября 1933 года). .

## Источник
- Кулов С.Д, Керменисты в борьбе за Советскую власть, из. Ир, Орджоникидзе, 1973 г.
- Тотоев М. С. Очерк истории революционного движения в Северной Осетии (1917—1920), Орджоникдзе, 1957.
- Кадыков А. Н., Улицы, переулки, площади и проспекты г. Владикавказа: справочник, изд. Респект, Владикавказ, 2010, стр. 306, ISBN 978-5-905066-01-6
- Ларина В. И. Мужественный борец за счастье обездоленных (Гостиев А. Б.) // Их именами названы улицы. — Орджоникидзе: Ир, 1979. — С. 51—54.